# Medaglia Suvorov
La medaglia Suvorov è un premio statale della Federazione Russa dedicato al maresciallo Aleksandr Vasil'evič Suvorov.

## Storia
La medaglia è stata istituita il 2 marzo 1994.

## Assegnazione
La medaglia è assegnata a militari per coraggio dimostrato durante il combattimento a terra.

## Insegne
- La medaglia è d'argento e raffigura, nel dritto, il feldmaresciallo Suvorov con sotto una foglia di alloro. Lungo il bordo sinistro, vi è la scritta in rilievo "ALEKSANDR" (in russo: «АЛЕКСАНДР»), lungo il bordo destro, vi è la scritta in rilievo "SUVOROV" (in russo: «СУВОРОВ». Nel centro del rovescio, troviamo una spada incrociata con una sciabola verso il basso. Sotto la spada e la sciabola a sinistra, vi è il numero di serie.
- Il  nastro è rosso con bordi verdi.